# Bandona palpalis
Bandona palpalis is een hooiwagen uit de familie Assamiidae. De wetenschappelijke naam van Bandona palpalis gaat terug op Roewer.